# Žemaitiškas kastinys
Il Žemaitiškas kastinys (in italiano: kastinys della Samogizia) è un formaggio fresco spalmabile tradizionale della regione della Samogizia, nella Lituania occidentale.
Nel 2014 la produzione di questo formaggio ha ottenuto dall'Unione europea il riconoscimento di specialità tradizionale garantita (STG).

## Descrizione

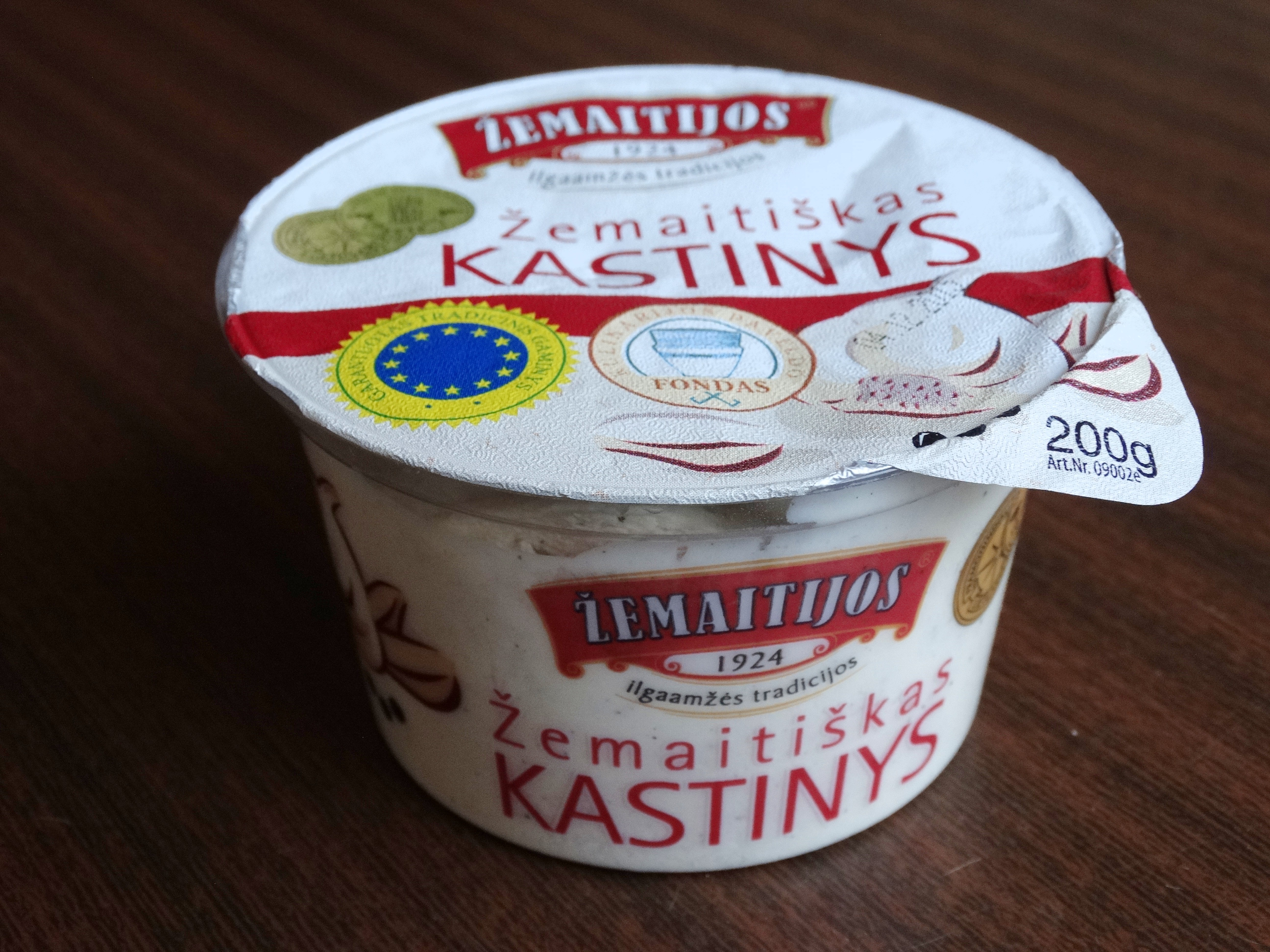
Žemaitiškas kastinys

Il Žemaitiškas kastinys è tradizionalmente prodotto con panna acida, burro, latte cagliato e sale alimentare, e può essere aromatizzato con varie spezie (pepe nero, pepe della Giamaica, cumino, aneto, menta o una miscela di 
tali spezie) e ortaggi aromatici (aglio, cipolla o finocchio).
Il burro freddo viene ammorbidito, portandolo a una temperatura tra i 25 e i 30 °C, e viene addizionato poco per volta e per un otto volte con la miscela di panna acida e latte cagliato, mescolando sempre nello stesso verso e prestando particolare attenzione a mantenere costante la temperatura iniziale, al fine di evitare la formazione del latticello. Dopo aver versato l'ultima dose di panna-latte, non appena il formaggio inizia ad addensarsi, si versano il sale e gli aromi. Il prodotto finale viene versato in terrine di terracotta (o altri contenitori) e confezionato.